# ロドリゴ・ヌニェス
ロドリゴ・ファビアン・ヌニェス・オルティス（スペイン語: Rodrigo Fabián Núñez Ortiz、1977年2月5日 - ）は、チリの元サッカー選手。元チリ代表。ポジションはMF。

## クラブ歴
CDコブレサルで選手になり、プリメーラ・ディビシオンのサンティアゴ・ワンダラーズ、ランゲルス・デ・タルカを経てコブレサルに復帰。2009年にCDアントファガスタに移籍しプリメーラB所属となった後、デポルテス・イリケで引退した。

## 代表歴
U-23代表としてシドニーオリンピックに出場した。
2000年から2001年にかけてA代表でも出場した。

## タイトル

### クラブ
サンティアゴ・ワンダラーズ
- プリメーラ・ディビシオン: 2009

デポルテス・イリケ
- プリメーラB: 2010

### 代表
チリU-23
- オリンピック:

銅メダル: 2000